# Roy Myrie
Roy Alexander Myrie Medrano (21 agosto 1982) è un ex calciatore costaricano, di ruolo difensore.
Ricopre il ruolo di difensore centrale o di centrocampista difensivo.

## Carriera

### Club
Roy Myrie ha giocato in patria, nell'Alajuelense dal 2005 al 2008.
Nel 2005 ha sostenuto un periodo di prova nel PSV Eindhoven ma dopo un infortunio durante i test è stato rispedito in Costa Rica.
Il 9 giugno 2008 Myrie ha firmato con i belgi del K.A.A. Gent.
Ha fatto il suo esordio con il Gent nella Jupiler League il 17 agosto 2008 nella partita vinta 3-0 contro il Club Brugge.
L'8 febbraio 2009 ha prolungato il contratto che lo lega ai Buffalo's fino al 30 giugno 2012.

### Nazionale
Myrie ha debuttato in Nazionale costaricana il 16 febbraio 2005 contro l'Ecuador, partita vinta per 2-1 dagli ecuadoriani.
Ha segnato il primo gol in Nazionale il 21 febbraio 2005 contro El Salvador e si è ripetuto due giorni dopo contro Panama. Entrambi i gol nella Coppa delle nazioni UNCAF 2005.
Ha partecipato anche alla Coppa del Mondo FIFA Under-20 del 2001 in Argentina ed ai Giochi Olimpici di Atene 2004.

## Palmarès

### Nazionale
- Coppa delle Nazioni UNCAF: 1

2005